# サニーロード
サニーロードは、三重県多気郡明和町有爾中と度会郡南伊勢町船越を結ぶ広域農道の通称である。三重県道530号田丸停車場斎明線と三重県道65号度会玉城線の一部、および三重県道169号玉城南勢線の全線からなる。

## 概要

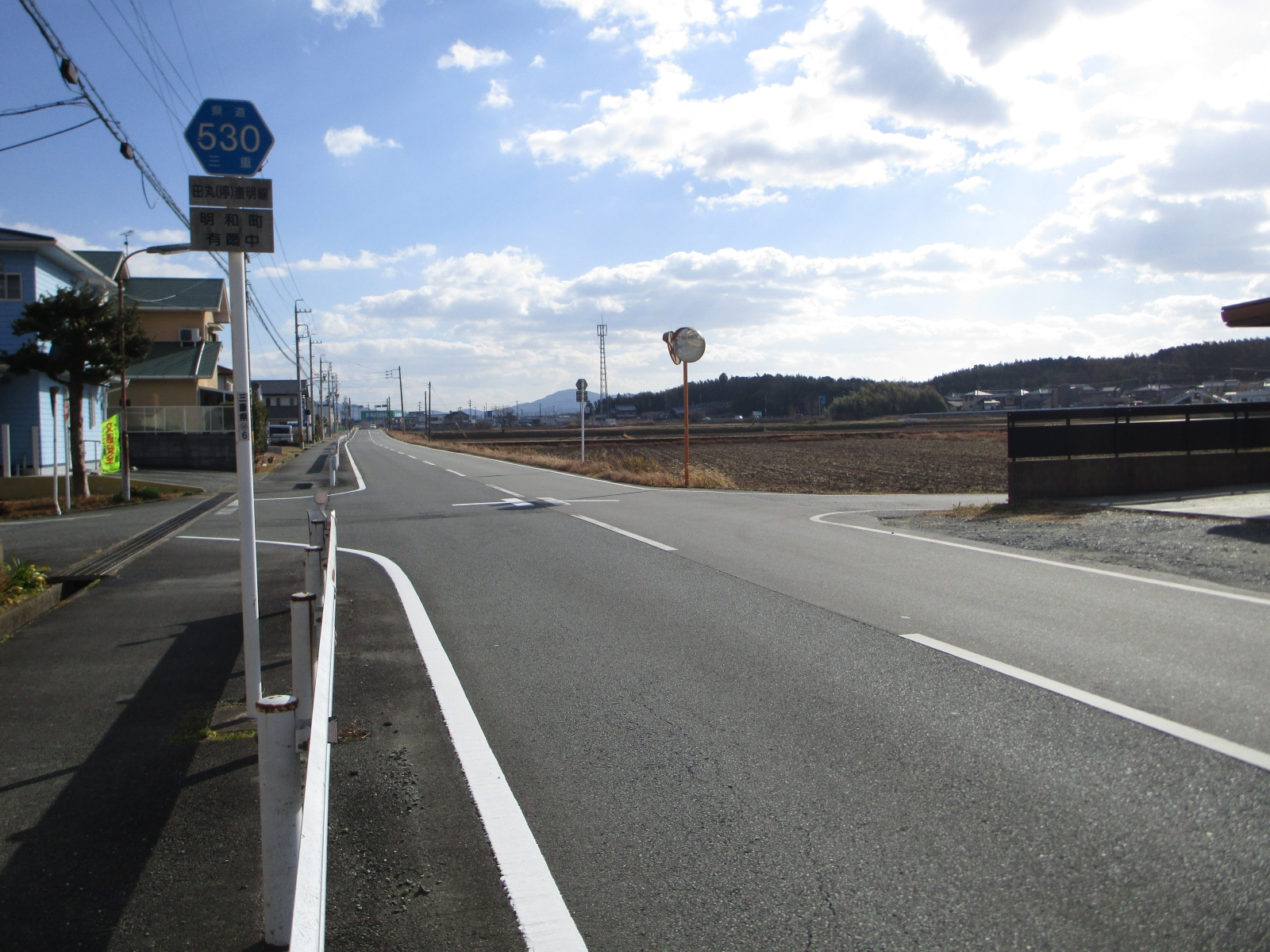
明和町有爾中

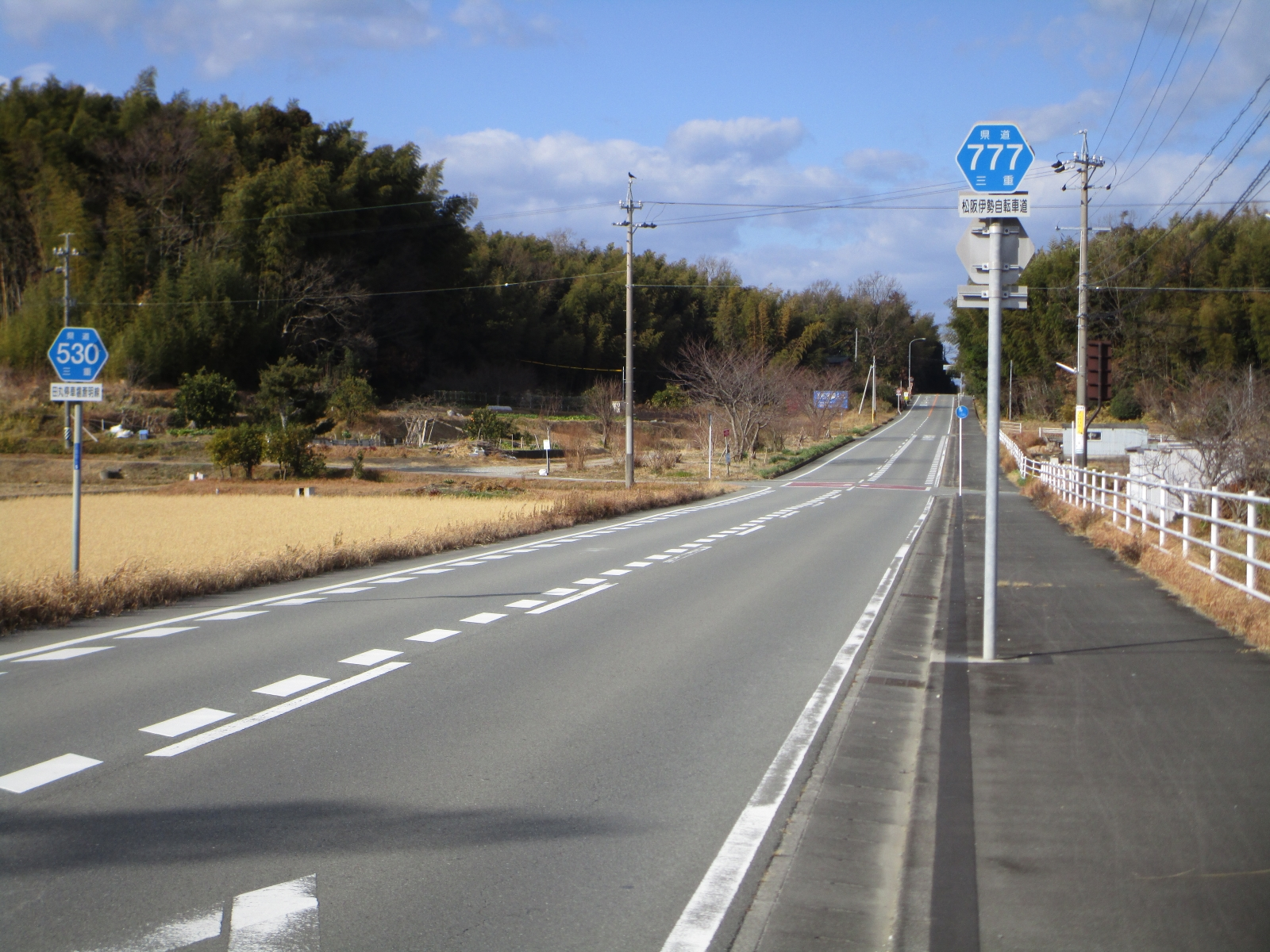
伊勢カントリークラブ付近

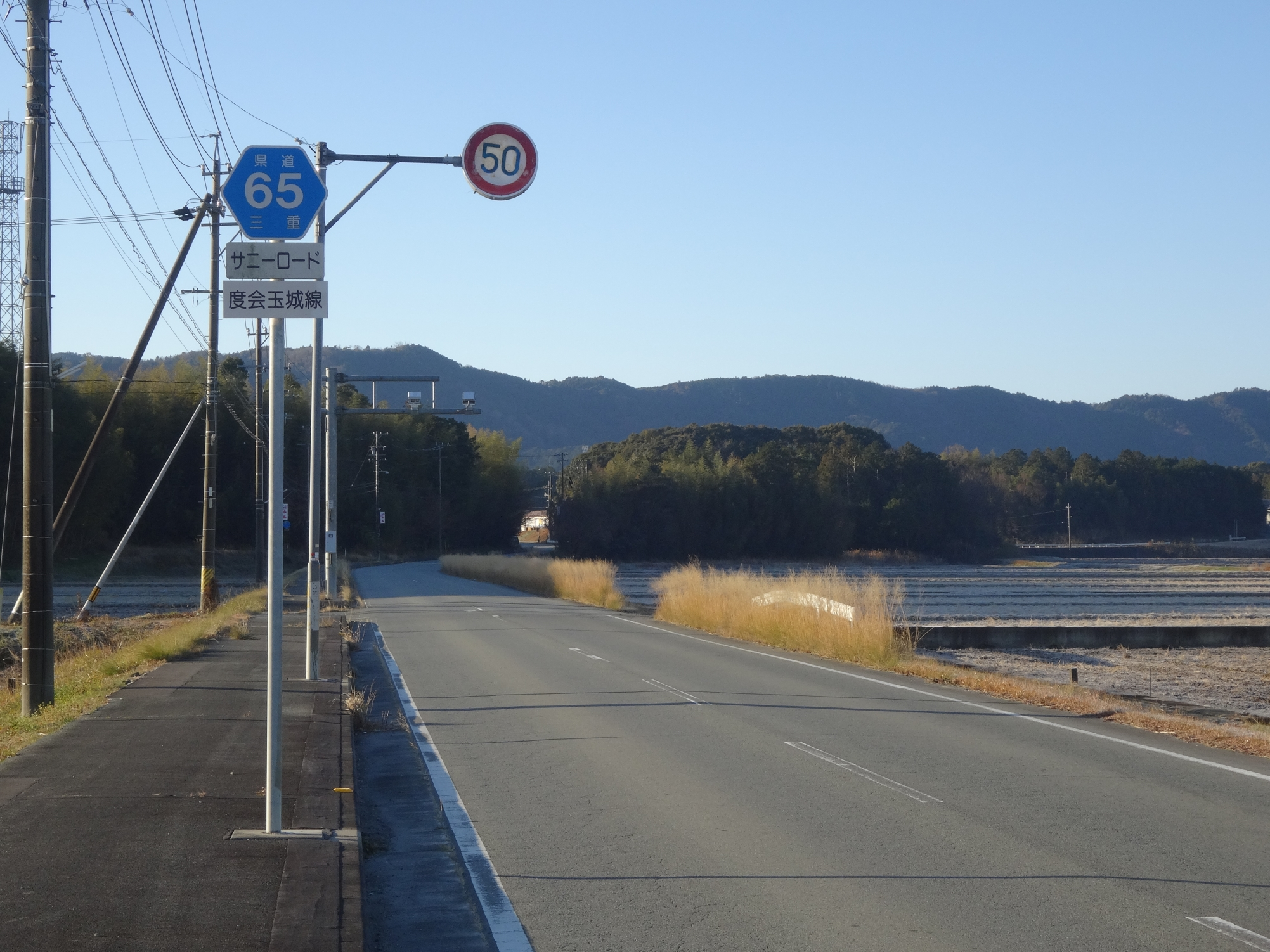
勝田西交差点付近

### 路線データ
- 正式名称：南伊勢広域営農団地基幹農道[1]
- 起点：多気郡明和町有爾中
- 終点：度会郡南伊勢町船越
- 総延長:約24km[1]

## 沿革
多気郡明和町、伊勢市、度会郡玉城町、度会町、南勢町（現南伊勢町）の要望により、明和町と南勢町を結ぶ広域農道が計画され、1974年（昭和49年）より着工される。
計画より5年遅れ、1984年（昭和59年）に南勢町 - 伊勢市間が開通、1988年（昭和63年）には三重交通によりサニーロード経由で南勢町と伊勢市を結ぶ路線バスの運行が開始される。
1993年（平成5年）には伊勢自動車道玉城インターチェンジと接続、1996年（平成8年）に全線が開通、沿線からのアクセス道路として利用されている。

### 年表
- 1974年（昭和49年）11月15日 - 南勢町で着工式を挙行、サニーロードの愛称が発表される[3][4]。
- 1984年（昭和59年）9月11日 - サニーロードの一部となる三重県道719号伊勢路伊勢線バイパスの開通式を挙行、南勢町 - 伊勢市間が開通[5][6]。
- 1988年（昭和63年）5月1日 - サニーロードを経由する路線バス（伊勢市 - 南勢町間、愛称：サニー急行）が運行開始。
- 1993年（平成5年）3月29日 - 伊勢自動車道玉城インターチェンジと接続。
- 1996年（平成8年）7月7日 - 三重県道530号田丸停車場斎明線の開通式を挙行、サニーロード全線開通[7][8]。
- 1996年（平成8年）10月1日 - 玉城町勝田 - 南勢町船越間が県道に昇格、三重県道169号玉城南勢線となる。

## 路線状況

### 構成する路線
- 三重県道530号田丸停車場斎明線：多気郡明和町有爾中 - 度会郡玉城町勝田
- 三重県道65号度会玉城線：度会郡玉城町勝田地内
- 三重県道169号玉城南勢線：全線（度会郡玉城町勝田 - 度会郡南伊勢町船越）

### 重複区間
- 三重県道777号松阪伊勢自転車道線 （明和町有爾中〔起点〕- 玉城町下田辺）

### 主な道路構造物
すべて三重県道169号玉城南勢線沿線

#### 橋梁
- 南伊勢大橋：度会町大野木と伊勢市円座町を結ぶ。1983年（昭和58年）7月竣工[9]、218.9m[10]。11月18日に渡り初め[11]。

#### トンネル
- 岩坂東トンネル：玉城町宮古と度会町大野木を結ぶ。1985年（昭和60年）6月竣工、424.5m[12]。
- 鍛冶屋トンネル：伊勢市横輪町と南伊勢町伊勢路を結ぶ。1984年（昭和59年）3月竣工、490m[12]。
- 稲石トンネル：南伊勢町伊勢路区内を通る。1979年（昭和54年）9月竣工、431.75m[12]。
- 五ヶ所トンネル：南伊勢町伊勢路と同町五ヶ所浦を結ぶ。サニーロード最長のトンネル。1981年（昭和56年）11月竣工、899.3m[12]。
- 龍仙トンネル：南伊勢町五ヶ所浦と同町船越を結ぶ。1978年（昭和53年）3月竣工、288.9m[12]。

## 地理

### 通過する自治体
- 三重県
  - 多気郡明和町 - 度会郡度会町 - 度会郡玉城町 - 伊勢市 - 度会郡南伊勢町

### 交差する道路
- 三重県道37号鳥羽松阪線：起点
- 伊勢自動車道：玉城町勝田〔玉城IC〕
- 国道260号：終点

### 沿線

#### 三重県道530号田丸停車場斎明線沿線
- 明和町立修正小学校（2023年3月31日閉校[13]）
- 伊勢カントリークラブ

#### 三重県道65号度会玉城線沿線
- パナソニック電工伊勢工場
- 美和ロック玉城工場

#### 三重県道169号玉城南勢線沿線
- 汁谷池
- いせ上野台
- 伊勢市立上野小学校
- 宮川パークランド
- 横輪川
- 南勢クリーンセンター
- 南伊勢町立南勢中学校